# Bad Boy Bubby
Bad Boy Bubby là một phim hắc hoạt kê của đạo diễn Rolf de Heer, xuất bản ngày 28 tháng 07 năm 1994.

## Nội dung
Mẹ của Bubby giữ anh trong nhà và khóa trái cửa trong suốt 30 năm, cố thuyết phục anh rằng thế giới và không khí bên ngoài là những chất độc giết người. Sau một lần người cha vốn vẫn ghẻ lạnh anh đến thăm, hoàn cảnh bắt buộc anh phải đối mặt với thế giới xa lạ bên ngoài, thế giới vô cùng bất thường với Bobby, cũng như chính anh là kẻ bất thường đối với nó vậy.

## Diễn xuất
- Nicholas Hope as Bubby
- Claire Benito as Mam
- Ralph Cotterill as Pop
- Carmel Johnson as Angel
- Paul Philpot as Paul (singer)
- Mark Brouggy as Mark (roadie)
- Todd Telford as Little Greg
- Paul Simpson as Big Greg
- Stephen Smooker as Middle Greg
- Peter Monaghan as Steve
- Rachael Huddy as herself

## Vinh danh
| Award                               | Category                                    | Subject           | Result    |
| ----------------------------------- | ------------------------------------------- | ----------------- | --------- |
| AACTA Awards (1994 AFI Awards)      | Best Film                                   | Giorgio Draskovic | Đề cử     |
| AACTA Awards (1994 AFI Awards)      | Best Film                                   | Domenico Procacci | Đề cử     |
| AACTA Awards (1994 AFI Awards)      | Best Film                                   | Rolf de Heer      | Đề cử     |
| AACTA Awards (1994 AFI Awards)      | Best Direction                              | Rolf de Heer      | Đoạt giải |
| AACTA Awards (1994 AFI Awards)      | Best Original Screenplay                    | Rolf de Heer      | Đoạt giải |
| AACTA Awards (1994 AFI Awards)      | Best Actor                                  | Nicholas Hope     | Đoạt giải |
| AACTA Awards (1994 AFI Awards)      | Best Cinematography                         | Ian Jones         | Đề cử     |
| AACTA Awards (1994 AFI Awards)      | Best Editing                                | Suresh Ayyar      | Đoạt giải |
| Seattle International Film Festival | Golden Space Needle Award for Best Director | Rolf de Heer      | Đoạt giải |
| Valenciennes International Festival | Audience Award                              | Rolf de Heer      | Đoạt giải |
| Venice Film Festival                | FIPRESCI Prize                              | Rolf de Heer      | Đoạt giải |
| Venice Film Festival                | Grand Special Jury Prize                    | Rolf de Heer      | Đoạt giải |
| Venice Film Festival                | Special Golden Ciak                         | Rolf de Heer      | Đoạt giải |
| Venice Film Festival                | Golden Lion                                 | Rolf de Heer      | Đề cử     |